# Цикута
Цику́та або віха́, вех (Cicuta) — рід рослин з чотирьох видів дуже отруйних рослин родини окружкові (Apiaceae). Рід поширений у помірному кліматі північної півкулі (Євразія, Північна Америка)

## Опис
Це багаторічні трав'янисті рослини, які виростають до 2,5 метрів висотою, вирізняються маленькими зеленими або білими квітками, розташованими у формі парасольки. Як правило, ростуть на сирих луках та інших вологих і болотистих місцях. Стебла високі, випростані, порожнисті, зверху розгалужені, смугасті. Листова пластинка (1)2–3-периста. Зонтики кінцеві та бічні, складні й нещільні; приквітки відсутні або їх мало. Квіти: зубці чашечки помітні, дрібні, яйцювато-трикутні; пелюстки білі або зеленувато-білі, яйцюватої або майже округлої форми, вершина вузька, зігнута. Плід яйцювато-кулястий, з боків трохи стиснутий, має 5 помітних ребер.
Ці рослини схожі з іншими членами родини зонтичних і можуть бути сплутані з низкою інших їстівних чи отруйних рослин: з болиголовом (Conium maculatum), який теж є отруйною рослиною, з борщівником.
Три види рослин із цього роду містять токсин (цикутоксин).

## Види
На нинішній день нараховують чотири види:
- Cicuta bulbifera L.
- Cicuta douglasii (DC.) Coult. & Rose
- Cicuta maculata L.
- Cicuta virosa L.